# D.C. United
D.C. United is een Amerikaanse voetbalclub uit de hoofdstad Washington D.C. DC United werd in 1996 opgericht. De club speelde tot 2018 zijn thuiswedstrijden in het Robert F. Kennedy Memorial Stadium. Sinds 2018 is Audi Field de thuisbasis van de club. De clubkleuren zijn zwart en rood.
DC United geldt als een succesvolle MLS-club met vier landstitels. Ook internationaal is de club succesvol: in 1998 won DC United zowel de CONCACAF Champions Cup als de Copa Interamericana. In de finale van de CONCACAF Champions Cup werd met 1–0 gewonnen van het Mexicaanse Club Toluca. De Copa Interamericana werd veroverd ten koste van het Braziliaanse Vasco da Gama. DC United verloor in Rio de Janeiro met 1–0, maar thuis werd met 2–0 gewonnen.
De grote rivaal van DC United is Red Bull New York. Jaarlijks strijden beide teams om de Atlantic Cup, een prijs die is ingesteld door het bestuur van de twee clubs. Het team dat in het seizoen de meeste punten behaalt in de onderlinge wedstrijden, krijgt de Atlantic Cup.
In 2005 werd DC United door de CONMEBOL uitgenodigd om deel te nemen aan de CONMEBOL Sudamericana. Het betekende de eerste keer dat een Amerikaanse club deelnam aan een van de grote Zuid-Amerikaanse toernooien.

## Erelijst
- MLS Cup

Winnaar: 1996, 1997, 1999, 2004 (4x)
Finalist: 1998 (1x)
- MLS Supporters' Shield

Winnaar: 1997, 1999, 2006, 2007 (4x)
- US Open Cup

Winnaar: 1996, 2008, 2013 (3x)
Finalist: 1997, 2009 (2x)
- CONCACAF Champions League

Winnaar: 1998 (1x)
- CONCACAF Giants Cup

Finalist: 2001 (1x)
- Copa Interamericana

Winnaar: 1998 (1x)

## Bekende (ex-)Black and Reds

### Spelers
- Freddy Adu
- Jeff Agoos
- Christian Benteke
- Dwayne De Rosario
- Marco Etcheverry
- Bill Hamid
- Eddie Johnson
- Mateusz Klich
- Jaime Moreno
- Ryan Nelsen
- Ben Olsen
- Eddie Pope
- Wayne Rooney
- Earnest Stewart
- Hristo Stoichkov

### Trainers
- Bruce Arena
- Hernán Losada
- Ben Olsen
- Thomas Rongen
- Wayne Rooney